# Nesomys rufus
Nesomys rufus é uma espécie de roedor da família Nesomyidae.
É endêmica de Madagáscar.